# Othmar Huber
Othmar Huber (Thun, 1920. április 5. – 2003. július 22.) svájci nemzetközi labdarúgó-játékvezető. Neve Dittmar Huber formában is ismert.

## Pályafutása

### Nemzeti kupamérkőzések
Vezetett kupadöntők száma: 1.

#### Svájci Kupa
Kupadöntőt követően három alkalommal kapott lehetőséget az egyik elődöntő vezetésére.
| Időpont           | Helyszín                     | Mérkőzés típusa | Mérkőzés                             | Eredmény | Nézők száma |
| ----------------- | ---------------------------- | --------------- | ------------------------------------ | -------- | ----------- |
| 1959. április 19. | Wankdorf Stadion, Bern       | döntő           | FC Grenchen–Servette FC Genève       | 1 : 0    | 17 000      |
| 1961. április 3.  | Breite Stadion, Schaffhausen | egyik elődöntő  | FC Schaffhausen–FC La Chaux-de-Fonds | 0 : 2    | 8 000       |
| 1963. március 24. | St.Jakob Stadion, Basel      | egyik elődöntő  | FC Basel–Lausanne-Sports             | 1 : 0    | 17 000      |
| 1966. március 20. | St.Jakob Stadion, Basel      | egyik elődöntő  | FC Basel–Servette FC Genève          | 1 : 3    | 18 000      |

### Nemzetközi játékvezetés
A Svájci labdarúgó-szövetség Játékvezető Bizottsága (JB) terjesztette fel nemzetközi játékvezetőnek, a Nemzetközi Labdarúgó-szövetség (FIFA) 1958-tól tartotta nyilván bírói keretében. Több nemzetek közötti válogatott és klubmérkőzést vezetett, vagy működő társának partbíróként segített. A svájci nemzetközi játékvezetők rangsorában, a világbajnokság-Európa-bajnokság sorrendjében többedmagával a 15. helyet foglalja el 3 találkozó szolgálatával. Az aktív nemzetközi játékvezetéstől 1970-ben búcsúzott. Válogatott mérkőzéseinek száma: 10.

#### Világbajnokság
A világbajnoki döntőhöz vezető úton Angliába a VIII., az 1966-os labdarúgó-világbajnokságra  a FIFA JB bíróként alkalmazta.
| Időpont           | Helyszín                         | Mérkőzés típusa           | Mérkőzés    | Eredmény | Nézők száma |
| ----------------- | -------------------------------- | ------------------------- | ----------- | -------- | ----------- |
| 1964. október 21. | Idrætsparken Stadion, Koppenhága | előselejtező (7. csoport) | Dánia–Wales | 1 : 0    | 22 800      |

#### Európa-bajnokság
Az európai-labdarúgó torna döntőjéhez vezető úton Spanyolországba az II., az 1964-es labdarúgó-Európa-bajnokságra és Olaszországba a III., az 1968-as labdarúgó-Európa-bajnokságra az UEFA JB játékvezetőként foglalkoztatta.

##### 1964-es labdarúgó-Európa-bajnokság
| Időpont            | Helyszín                      | Mérkőzés típusa | Mérkőzés                     | Eredmény | Nézők száma |
| ------------------ | ----------------------------- | --------------- | ---------------------------- | -------- | ----------- |
| 1967. november 28. | Windsor Park Stadion, Belfast | előselejtező    | Észak-Írország–Lengyelország | 2 : 0    | 28 900      |

##### 1968-as labdarúgó-Európa-bajnokság
| Időpont         | Helyszín                  | Mérkőzés típusa           | Mérkőzés                  | Eredmény | Nézők száma |
| --------------- | ------------------------- | ------------------------- | ------------------------- | -------- | ----------- |
| 1967. május 31. | Sam Mamés Stadion, Bilbao | előselejtező (1. csoport) | Spanyolország–Törökország | 2 : 0    | 40 000      |

#### Nemzetközi kupamérkőzések
Vezetett Kupa-döntők száma: 1.

##### Interkontinentális kupa
| Időpont             | Helyszín               | Mérkőzés típusa     | Mérkőzés                                    | Eredmény | Nézők száma |
| ------------------- | ---------------------- | ------------------- | ------------------------------------------- | -------- | ----------- |
| 1961. szeptember 4. | Luz Stadion, Lisszabon | döntő első mérkőzés | SL Benfica–Club Atlético Peñarol (uruguayi) | 1 : 0    | 40 000      |

## Magyar vonatkozás
| Időpont             | Helyszín             | Mérkőzés típusa     | Mérkőzés              | Eredmény | Nézők száma |
| ------------------- | -------------------- | ------------------- | --------------------- | -------- | ----------- |
| 1966. október 30.   | Népstadion, Budapest | válogatott mérkőzés | Magyarország–Ausztria | 3 : 1    | 25 000      |
| 1967. szeptember 6. | Prater Stadion, Bécs | válogatott mérkőzés | Ausztria–Magyarország | 1 : 3    | 53 519      |